# Echites yucatanensis
Echites yucatanensis es una especie de liana perteneciente a la familia Apocynaceae.  Es originaria de  Centroamérica.

## Distribución y hábitat
Se distribuye por México, El Salvador, Belice, Honduras, Guatemala y en Nicaragua donde es común y está ampliamente distribuida en bosques secos y húmedos de la zona del pacífico en alturas de 30–800 metros. La floración se produce en mar–ago, y los frutos en feb–ago.

## Descripción
Son plantas trepadoras, más o menos leñosas. Las hojas son ovadas a oblongo-elípticas de 5–16 cm de largo y 3–12 cm de ancho, el ápice agudo a abruptamente cortamente acuminado, la base obtusa a redondeada o rara vez levemente subcordada. La inflorescencia más o menos racemosa, con frecuencia desigualmente bifurcada cerca de la base, las flores blancas; con los sépalos angostamente lanceolados, de 3–7 mm de largo, largamente acuminados; el tubo de la corola de 2–4.5 cm de largo, angosto excepto por un agrandamiento notable en la parte media, los lobos de 1.5–2 cm de largo, glabros o puberulentos. Los frutos hasta 30 cm de largo, pubérulos; con  semillas  de 2.6–3.3 cm de largo.

## Propiedades
En Yucatán, para la aplicación local de esta planta en mordeduras de víbora, se maceran sus partes subterráneas en fresco y se combinan con limón y hielo.
No se detectaron antecedentes de uso medicinal, ni estudios químicos o farmacológicos que corroboren su efectividad por lo que su eficacia no esta comprobada.

## Taxonomía
Echites yucatanensis fue descrita por Millsp. ex Standl. y publicado en Publications of the Field Museum of Natural History, Botanical Series 8(1): 35. 1930.
Sinónimos
- Echites turrigerus Woodson, Ann. Missouri Bot. Gard. 19: 381 (1932).
- Echites circinnalis Woodson, Ann. Missouri Bot. Gard. 21: 616 (1934), nom. illeg.
- Echites elegantulus Woodson, Amer. J. Bot. 22: 686 (1935).[1]